# Идиот (филм, 1951)
Вижте пояснителната страница за други значения на Идиот.
„Идиот“ (на японски: 白痴, по Система на Хепбърн: Hakuchi) е японски пълнометражен игрален филм на Акира Куросава от 1951 г., екранизация на едноименния класически роман на руския писател Фьодор Достоевски. В лентата участват актьорите Тоширо Мифуне, Масаюки Мори и Сецуко Хара.
Куросава планува да екранизира своя любим автор Достоевски още преди създаването на „Рашомон“. Действието на историята от имперска Русия е пренесено в следвоенна Япония, остров Хокайдо, по време на зимата. Действащите лица са съответно японци от аристократичната средна класа с променени имена. Филмът се състои от две части: първата от която авторът се придържа към литературното произведение, но втората се отклонява от сюжетната линия на Достоевски. Лентата е портрет на един чист и добър човек, който не може да приспособи към средата си и изглежда в очите на другите като „идиот“.
Режисьорът прави „Идиот“ след завършека на работата си по „Рашомон“. Куросава определя направата на този своя продукт като тежка задача, която го уморява до смърт. След снимките авторът влиза в конфликт с управата на „Шочику“. Първоначално филма е от две части с обща дължина 265 минути, но след зле приетата премиера, киностудиото, против желанието на режисьора, съкращава силно лентата. „Идиот“ е окачествен от критиката като провал. Куросава е отстранен от „Шочику“ и от „Даиеи“ получава отказ за следващ филм. След този провал обаче кинотворецът получа международно признание с „Рашомон“.

## Сюжет
Внимание:  Текстът по-долу разкрива сюжета на произведението (или части от него)!

### Част първа: Любов и агония
Остров Хокайдо. Декември. В пътнически вагон за Сапоро Кинджи Камеда и Денкичи Акама се запознават. Акама симпатизира на странния пътник и му разказва за Таеко Насу, към която изпитва голяма страст. В Сапора двамата виждат портрет на красивата жена. Камеда забелязва в нея голяма тъга, което го разстройва. Младият мъж отива при своите единствени роднини – семейство Оно, които му намират квартира при Мицуо Каяма. Каяма възнамерява да се ожени за Насу и да получи 600 хил. йени от настойника ѝ Тохама. Лукавият мъж обаче е влюбен тайно в Аяко – най-малката дъщеря на семейство Оно, но гордото момиче го отритва, като започва да проявява интерес към Камеда. Между добродушното момче и Каяма се заражда конфликт. В семейство Каяма цари напрежение, поради предстоящата женитба на сина им, която те крайно не одобряват. По време на скандал между Такако и Мицуо, Насу се появява неочаквано. Семейството не скрива неприязъма си към жената. Положените се влошава още повече от изненадващото нахлуване на Акама, който предлага огромна сума на Каяма, за да откупи Насу. Лукавият мъж в яда си удря Камеда. Всички се умълчава. Насу решава да напусне, но преди това Камеда и казва, че тя не е такъв човек, за какъвто се представя.
Вечерна, на парти по случай рождения ден на Таеко Насу, г-н Оно и Тохама се опитват да склонят гордата дама да даде положителен отговор на Каяма за женитбата. Камеда, поканен от Насу, се появява на събитието. Жената е впечатлена от чувствителния и откровен мъж и по негов съвет отхвърля предложението на Каяма. Насу е решена да напусне Тохама, който се отнася ужасно с нея. Акама идва с обещаните милион йени, за да откупи жената. Камеда съветва Насу да не се продава за пари и ѝ предлага да се омъжи за него, което е посрещнато с всеобщ присмех от всички присъстващи. Г-н Оно не издържа и признава, че младият мъж притежава 500 декара ферма, които е крил за собствени облаги. Таеко Насу се смята за недостойна за Камеда и тръгва с Акаме. Преди това хвърля плика с милионите в огъня и подканва Каяма да го извади. Мъжът избира да се напие до припадък.
Февруари. По време на вечеря на семейство Оно се разбира, че Таеко и избягала, колебаейки си между Акама и Камеда. Наивното момче я проследявай чак до Токио. Отново в Сапора, Камеда се озовава пред къщата на Акама. Мрачният мъж кани своя конкурент вътре. Таеко се е завърнала в Сапора и живее заедно с Акама. Съжителството между двамата е трудно, съпроводено с кавги и дори заплахи за убийство. Насу е влюбена в Камеда и това раздира Акама от ревност. Разстроеният мъж е ядосан на своя конкурент, но в същото време и му симпатизира. Двамата вечерят приятелски, преди Камеда да си отиде. На изпращане Акама с гневен поглед позволява на съперника си да вземе Насу. Това хвърля в смут Камеда, който ужасен започва да скита безцелно из улиците. Ревнивият мъж го следва и през нощта се опитва да го наръга с нож. Камеда получава епилептичен припадък и нападателят побягва, уплашен.

### Част втора: Любов и омраза
Г-жа Оно посещава Камеда, който бързо се съвзема от припадъка. Тя го търси във връзка с това, че болният иска от г-н Оно пари за прехвърлянето на полагащата му се ферма. Оказва се, че всичко е ръководено от Карубе, без знанието на Камеда. Истинската причина поради която госпожата посещава младия мъж е писмото му до Аяко и иска да разбере от него дали е влюбен в дъщеря ѝ. Момичето презира Камеда и се е върнало към Каяма, който я ухажва. Такако допълнително разпалва интригата между своя брат и болния гост.
Същата вечер се състои снежен фестивала. На него присъстват г-жо Оно с дъщерите ѝ. Скоро Каяма се присъединява към компанията им. Аяко забелязва Камеда и се опитва да го избегне. Неочакваната поява на Насу и Акама внася смут. Мрачният мъж казва на Камеда, че Таеко иска от него да ожени за най-малката дъщеря на Оно, за да е щастлив. На другия ден, на обяд, Аяко и Камеда се срещат. Каяма е направил опит за самоубийство и младият мъж е останал до сутринта да помага. Аяко харесва Камеда, който на моменти ѝ е смешен, но на други много мъдър, междувременно тя изпитва и голяма ревност от Насу. Таеко е пращала писма на младото момиче, с които я кара да се ожени за Камеда. Г-жо Оно прекъсва срещата им. На другия ден тя дава на Камеда позволение да се вижда с дъщеря ѝ. Следват няколко срещи между двамата влюбени, в които Аяко променя чувствата си многократно; едновременно иска и отхвърля своя наивен кандидат. Накрая момчето предлага брак на колебливото момиче, което хвърля в потрес цялото семейство.
Камеда съобщава новината на Насу. Тя се сбогува с него разстроена. Акама му съобщава, че утре заминават и никога повече няма да ги види. Аяко съгласна да се срещне с Таеко преди заминаването ѝ. Тя и годеника ѝ посещават дома на Акама вечерта. Срещата между двете жени е пълна с напрежение и конфронтации. Девойката обвинява Таеко в егоизъм и иска да спре да се меси в живота ѝ. Разстроената дама казва на момичето, че то се страхува от нея, понеже мисли, че Камеда я обича. Насу отправя предложение към младия мъж да избере едно от тях. По време на дългото колебаене на Камеда, Аяко избягва навън, а Таеко припада. Акама остава да се погрижи за припадналата, докато младежът търси избягалата, която се пада болна в дома на Каяма. Отритнат от семейство Оно, Камеда се скита по улиците. Вечерта Акама го моли да се върне в къщата му, за да поговорят. Мъжът е умълчан и по-мрачен от всякой друг път. В дома Акама приканва своя гост да погледне зад едни пердета, където седи трупа на Таеко. Нейният любовник я убил с касапски нож, след като Камеда си е тръгнал. Двамата мъже остава заедно нощта, като се държат странно.
Дома на семейство Оно. От тях научаваме, че Камеда е приет в психиатрична болница. Аяко, със сълзи на лицето си, признава, че тя е била идиотката а не болният, защото не е допуснала толкова добър човек до себе си.

## Актьори и персонажи

### Главни персонажи
- Кенджи Камеда – княз Мишкин (Масаюки Мори) – основният персонаж, който превъплъщава човешката доброта. Камеда е открит с хората, вярва им, дори да са най-големите негодници и прощава всяко прегрешение. Той изпитва съчувствие към Таеко Насу и Аяко Оно и се раздвоява между тях двете. Младият мъж има необикновената дарба да поглежда в душите на хората и да съчувства на болката им по-силно от тях самите. В обществото Камеда не се вписва и винаги е изтласкан в периферията от подигравки. Мъжът е с аристократични корени. Участва във войната, където е осъден на смърт. Измъква се от разстрела в последния момент. Казва, че това преживяване го е превърнало почти в идиот. Заболява от „епилептична шизофрения“ и прекарва няколко месеца във военна болница в Окинава. След срещата си със смъртта Камеда променя отношението си към хората – всичко му става по-скъпо и мило. Заради болестта си младият мъж е възприеман като „идиот“ от другите.
- Денкичи Акама – Парфьон Рогожин (Тоширо Мифуне) – антагонистът, който е пълна противоположност но Камеда. Акама е мрачна фигура, разкъсвана от страсти, гняв и ревност. Той изпада в неконтролируема и пагубна страст към Таеко Насу. Желае я за себе си толкова силно, че е готов на убийство. Ревността на Акама достига до истинска лудост. Мрачният мъж е в състояние да посегне на живота на съперниците си. Към Камеда той изпитва смесени чувства: гняв, защото му е конкурент и привързаност, защото вижда в него нещо изключително невинно. Акама е богат и използва състоянието си, за да откупи Насу като вещ. Когато ѝ подарява скъпа огърлица, с пари поверени от баща му, мрачният мъж е прокуден от дома си. Завръща се за кончината на баща си. Акама живее в къща, която контрастира на мрачния му характер. В нея съжителства с майка си – религиозна старица, която е изгубила ума си. Мъжът е пристрастен към алкохола.
- Таеко Насу – Настася Филиповна (Сецуко Хара) – един от главните персонажи, превъплъщаващ образа на фаталната жена. Насу е личност с лоша слава в града. Мъжете са привлечени от нейната необикновена красота, но едновременно се отвратени от студения ѝ и остър характер. Тя се възприема като страдалческа фигура, която крие голяма тъга в душата си и предпочита да наранява другите, отколкото да намери душевен покой. Таеко е под попечителството на г-н Тохама, който се отнася с нея като с вещ. През целия си живот Насу е била подмятана и третирана като предмет от мъжете. В лицето на Камеда обаче тя вижда необикновен човек, който я вижда различна от общоприетия ѝ образ. Таеко изпитва любов към странния мъж и иска да е с него, но съзнава колко ще е абсурдно да живее с такъв човек. Опитва да направи всичко възможно Камеда да се чувства добре, но нейния егоизмът и пречи в благородното начинание.

### Семейство Оно
- Аяко Оно – Аглая Епанчин (Йошико Куга) – най-малката дъщеря на семейство Оно, която едновременно презира и обича Камеда. Аяко е горда и ината, често подавайки се на емоциите. Тя ненавижда Таеко, към която изпитва ревност. Момичето е умно, славещо се с необикновена красота и невиност. Подобно на Таеко е наранена дълбоко.
- Сатако Оно – Елизавета Прокофиевна Епанчин (Чиеко Хигашияма) – съпруга на г-н Оно, която се отнася строго към съпруга си и дъщерите си. Счита Камеда за рядко добър човек, но едновременно не иска да има нищо общо с него. Рязка в някои думи и действия, за които после съжалява. Понякога е инфантилна.
- Г-н Оно – Иван Фьодарович Епанчин (Такаши Шимура) – глава на семейство Оно, който се възползва от Камеда. Опитва да помогне на Каяма да се ожени за Таеко.
- Норико Оно – Александра/Аделаида Епанчин (Чиоко Фумиа) – най-възрастната дъщеря на семейство Оно, която често има несериозно отношение към случващото се.

### Семейство Каяма
- Мицуо Каяма – Гаврил Ардалионович Иволгин (Минору Чиаки) – най-възрастният син на семейство Каяма, който работи като секретар при Оно. Човек, който се прави на изпечен мошеник, но всъщност е страхливец. Алчен. Опитва се да се ожени за Таеко по сметка, но тайно е влюбен в Аяко. Изпитва ненавист към Камеда.
- Такако Каяма – Варвара Иволгин (Норико Сенгоку) – единствената дъщеря на семейство Каяма, която обича да плете интриги. Непрекъснато се кара с по-големия си брат. Ненавижда Таеко.
- Каору Каяма – Коля (Дайсуке Иноуе) – най-малкият син на семейство Каяма. Симпатизира на Камеда и играе ролята на куриер между него и Аяко.
- Джумпей Каяма – Ардалион Александрович Иволгин (Кокутен Кодо) – глава на семейство Каяма. Уволнен, без почести, генерал, който е пристрастен към алкохола.
- Г-жа Каяма – Нина Иволгин (Еико Миоши) – съпруга на Джумпей и майка на три деца.

### Други персонажи
- Тохата – Афансий Иванович Тоцки (Еиджиро Янаги) – богат попечител на Таеко, който се отнася с нея като с вещ. Тохама е влюбен в своето протеже, но заради лошата ѝ слава иска да се отърве от Насу.
- Карубе – Лебедев (Бокудзен Хидари) – адвокат на Камеда, който мами своя клиент за собствени облаги.
- Г-жа Акама – г-жа Рогожин (Мицуо Акаши) – дълбоко религиозна, но слабоумна жена. Майка на Денкичи Акама.

## Създаване и отзиви
Веднага след завършека на „Рашомон“, Куросава прави един от най-трудните си и дръзки проекти. Японският режисьор още от дете се увлича по руската литература, като най-любим писател му става става класика Фьодор Достоевски. Кинотворецът намира в творчеството на именития автор най-изчерпателно описание и пълно състрадание към човешкото нещастие. Той отдавна планува да екранизира неговата творба от 1869 г. „Идиот“, като вижда в литературното произведение нещо кинематографично и е любопитен как би изглеждало на големия екран. Достоевски се е опитвал да опише един наистина добър човек и по ирония на съдбата избира за това душевно болен, който в очите на другите седи идиотски. Романът е критика към света, увлякъл се в жестокостта и нечестността, в което добродушния човек е пренебрегнат и неспособен да се впише.
Куросава споделя, че по време на направата на лентата, той се задълбочава по-дълбоко в творчеството на Достоевски. Руският автор сякаш прави изследване върху човешката душа и не пропуска да покажи нито едно състояние на човека, колкото и да е странно то. Японският режисьор обаче все още вижда своя любим писател като една загадка, която едва ли ще разкрие. Самата работа по филмовия продукт е до крайност изтощителна за Куросава и понякога му се струва, че иска да умре. След края творецът е изморен както никога преди. Въпреки всичко режисьорът смята този свой опит за полезен, макар и рискован, и се чувства израснал.
Произведението на Куросава е пренесено в Япония след Втората световна война, когато традициите на старото японско общество се разпадат. Оригиналната история, разказана от Достоевски, се развива в Имперска Русия, а действащите лица са руснаци. В творбата на Куросава руските персонажи са заменени с японци, носещи съответните имена: княз Мишкин става Кенджи Камеда, Парфьон Рогожин – Денкичи Акама, Настася Филиповна – Таеко Насу и т.н.
Това е втория на филм на именития режисьор за компанията „Шочику“ след „Скандал“. Замислен е в две части с обща продължителност 265 минути. Филмовото студио обаче не е доволен от крайния продукт и решава да съкрати лентата. По настояване на компанията Куросава прави две редакции на своето произведение, докато не се оформя познатия днес филм от 166 минути. Орязаната част с времето се изгубва безвъзвратно и осъществяването на цялата режисьорска версия е невъзможно. Куросава признава за своя орязан продукт, че не е това, което е искал да се получи.
Критиката, като се изключи играта на главните актьори, не одобрява филма и хвърля хули нападки към създателя му. Публиката има по-положителна оценка към филмовия продуктът и Куросава получа възторжени писма от зрителите за своята творба. Кинорежисьорът смята за лентата, че ѝ липсва равновесие, но като цяло е доволен от крайния резултат. Лентата е окачествена като „провал“, но Куросава смята, че всеки режисьор трябва да има такъв момент в живота си. След премиерата творецът влиза в конфликт с управата на „Шочику“, след него последва и отказ от „Даиеи“ (Куросава създава за тях „Мълчаливият двубой“ и „Рашомон“). Японският автор излиза от сградата на втората компания обнадежден и слаб. Същия ден, в къщи, Куросава разбира, че „Рашомон“ е спечелил голямата награда във фестивала на Венеция. Интереса към отритнатия режисьор се завръща.

### Цитирани източници
1. 1 2 3 4  Куросава 1989, с. 359.
2. 1 2 3  Куросава 1989, с. 359 – 360.
3. ↑  The Idiot (1951) | The Criterion Collection //   criterion.com. Посетен на 5 май 2015. (на английски)
4. ↑  The Idiot (1951) //  Kevan Smoliak.   blogspot. Посетен на 5 май 2015. (на английски)
5. ↑  Куросава 1989, с. 297 – 298.
6. ↑  Куросава 1989, с. 360.
7. ↑  Куросава 1989, с. 298.